# Brzozowo Wielkie
Brzozowo Wielkie (prononciation : [bʐɔˈzɔvɔ ˈvjɛlkʲɛ]) est un village polonais de la gmina de Krasne dans le powiat de Przasnysz de la voïvodie de Mazovie dans le centre-est de la Pologne.
Il se situe à environ 8 km au sud de Przasnysz (siège du powiat) et à 82 km au nord de Varsovie (capitale de la Pologne).
Le village compte approximativement une population de 74 habitants en 2006.

## Histoire
De 1975 à 1998, le village appartenait administrativement à la voïvodie de Ciechanów.